# 헬가 자이들러

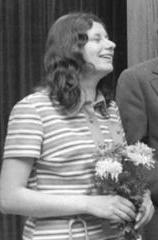

헬가 자이들러(독일어: Helga Seidler, 1949년 8월 5일 ~ )는 주로 400m 경기에 참가한 동독의 전직 육상 선수이다.
그녀는 1972년 뮌헨 올림픽에 출전하여 여자 1600m 릴레이에서 자신의 동료 팀 다그마르 케슬링, 리타 퀴네, 모니카 제르트와 함께 금메달을 획득하였다.

## 참조
- Sports Reference